# أوبرمات
أوبرمات هي رتبة عسكرية في الجيش الألماني وقوات مسلحة أخرى تتحدث الألمانية.

## الجيش الألماني
أوبرمات ( OMaat أو في القوائم OMT ) هي رتبة من البحرية الألمانية. انه ينتمي إلى مجموعة رتب أونترأوفيتزره أونه بورتيبي.
وفقا لسلم الرواتب لهذه الفئة من الرتب، فإنه يعادل شتابسأونترأوفيتزير في هير أو لوفتفافه. تندرج تحت تصنيف OR5 في حلف الناتو، أي ما يعادل ضابط من الدرجة الثانية أو الرقيب أو رقيب أول في القوات المسلحة الأنغولية.
في سياق البحرية، وضعت رسميًا باسم Her/Frau Obermaat أيضًا بشكل غير رسمي/اختصار Obermaat. فيما يلي تسلسل الرتب (من أعلى إلى أسفل) في تلك المجموعة بالذات: أونترأوفيتزره أونه بورتيبي
- OR-5a: أوبرمات / (هير / لوفتفافه) شتابسأونترأوفيتزير
- OR-5b: سيكاديت / فاهنجنكر
- OR-5c: <a href="https://en.wikipedia.org/wiki/Maat_(Germany)" rel="mw:ExtLink" data-linkid="72" class="mw-redirect cx-link" title="Maat (Germany)">Maat</a> / أونترأوفيتزير